# Juiaparus erythropus
Juiaparus erythropus là một loài bọ cánh cứng trong họ Cerambycidae.